# Цыпин, Владислав Александрович
Владисла́в Алекса́ндрович Цы́пин (род. 22 января 1947, деревня Чуевка, Тамбовская область) — священнослужитель Русской православной церкви, историк церкви и канонист. Митрофорный протоиерей, клирик храма Вознесения Господня у Никитских ворот города Москвы.
Магистр богословия (1997), доктор церковной истории (1998), доктор богословия (2014), профессор (1998). Профессор и заведующий (до 2018) кафедрой церковно-практических дисциплин Московской духовной академии и Сретенской духовной семинарии. Член Межсоборного присутствия Русской православной церкви. Член Епархиального суда Московской городской епархии.

## Биография
Родился 22 января 1947 года в деревне Чуевка (ныне — часть Добринки, Липецкая область).
В 1968 году окончил романо-германское отделение филологического факультета Московского государственного университета.
С 1968 по 1969 год — младший научный сотрудник Научно-исследовательского института резиновых и латексных изделий.
С 1971 по 1973 год — старший библиотекарь Библиотеки имени Ленина. С 1973 по 1975 год — редактор в Библиотеке имени Ленина.
С 1976 по 1982 год работал переводчиком в московском Центральном бюро научно-технической информации.
С 1982 года — внештатный переводчик издательского отдела Московского патриархата.
С 1 февраля 1984 года — преподаватель новых языков сектора заочного обучения Московской духовной академии и семинарии.
В 1985 году экстерном окончил Московскую духовную семинарию.
4 декабря 1985 года рукоположён в сан диакона, 15 февраля 1986 года — в сан иерея.
В 1987 году экстерном окончил Московскую духовную академию, защитив кандидатскую диссертацию на тему «К вопросу о границах Церкви». 16 декабря того же года ему присвоено учёное звание доцента.
В декабре 1988 года утверждён в должности ответственного секретаря учебного комитета с возведением в сан протоиерея.
23 апреля 1997 года за труд «Церковное право. Курс лекций» удостоен степени магистра богословия.
12 октября 1998 года удостоен учёной степени доктора церковной истории за труд «История Русской Церкви. 1917—1997» и утверждён в звании профессора.
Дважды (в 1997 и 1999 годах) награждён Макариевской премией.
В 2005—2007 годах — член комиссии Московского патриархата по диалогу с Русской зарубежной церковью.
10 декабря 2008 года решением Священного синода назначен членом созданной тогда же комиссии по подготовке Поместного собора. Как член комиссии стал участником Собора, прошедшего в январе 2009 года.
С 27 июля 2009 года член Межсоборного присутствия Русской православной церкви.
23 декабря 2009 года на епархиальном собрании Московской городской епархии был избран Епархиальный суд из пяти лиц, в число которых вошёл и Владислав Цыпин.
15 июня 2014 года присуждена учёная степень доктора богословия.
Клирик храма Вознесения Господня у Никитских ворот города Москвы. Указом патриарха Кирилла за усердное служение Церкви к празднику Святой Пасхи 2021 года был удостоен богослужебно-иерархической награды — права служения Божественной литургии с отверстыми Царскими вратами до «Херувимской песни».

## Преподавательская и научная деятельность
До 2018 года являлся заведующим кафедрой церковно-практических дисциплин Московской духовной академии. Преподаёт в Московской духовной академии предметы: «Каноническое право», «Церковная история» и «История Западной Европы». В Сретенской духовной академии преподаёт «Каноническое право», «Церковную историю». В настоящее время является председателем историко-правовой комиссии Русской Православной Церкви. Входит в состав Синодальных комиссий: по канонизации святых, богословской. Член редакционной коллегии научно-богословского альманаха «Богословские труды» и редакционного совета «Православной энциклопедии». Научный руководитель нескольких диссертаций, выполняемых в Общецерковной аспирантуре и докторантуре. Сфера научных интересов: каноническое право, церковная история, история России.

## Позиция
В 2021 году после слов Владимира Путина о том, что убийство митрополита Филиппа Малютой Скуратовым — «это только одна из версий», Владислав Цыпин, в качестве члена синодальной комиссии по канонизации святых, заявил, что житие Филиппа, можно отредактировать, если подтвердится версия, что он не был убит Скуратовым. Однако вскоре после этого заместитель управляющего делами Московской патриархии, епископ Савва, заявил, что «никаких пересмотров житий святых на повестке дня не стоит».
Поддержал войну в Украине.

## Труды
- Выпускные акты в Духовных школах [Московских] // Журнал Московской Патриархии. — 1985. — № 8. — С. 17—19.
- К вопросу о границах Церкви // Богословские труды. — 1986. — Сб. МДА. — С. 193—225.
- Празднование 300-летия Московской Духовной Академии // Журнал Московской Патриархии. — 1986. — № 4. — с. 11—33. (в соавторстве)
- Выпускной акт в Московской Духовной Семинарии // Журнал Московской Патриархии. — 1987. — № 7. — С. 28—30.
- Таинство Брака. Брак в древней Церкви // Журнал Московской Патриархии. — 1989. — № 2. — С. 75—76.
- Таинство Брака // Журнал Московской Патриархии. — 1989. — № 3. — С. 75—76; № 4. — С. 73—74.
- Жизнь и учение преподобного Максима Грека // Журнал Московской Патриархии. — 1989. — № 4. — С. 55—56.
- Жизнь и учение преподобного Максима Грека // Журнал Московской Патриархии. — 1989. — № 5. — С. 65—70; № 6. — С. 64—68.
- Таинство Брака // Журнал Московской Патриархии. — 1989. — № 5. — С. 75—76; № 6. — С. 75—76; № 7. — С. 75—76. (в соавторстве с протоиереем Геннадием Нефёдовым)
- Филаретовский вечер в Московских Духовных школах // Журнал Московской Патриархии. — 1990. — № 4. — С. 35—36.
- Таинство Брака. Расторжение брака // Журнал Московской Патриархии. — 1990. — № 8. — С. 75—76; № 9. — С. 76; № 10. — С. 74—75.
- Воплощение Сына Божия (Рождество Христово) // О вере и нравственности по учению Православной Церкви. — М. : Московская патриархия, 1991. — 365 с. — С. 123—125
- О Лице Иисуса Христа и об образе соединения двух естеств во Христе // О вере и нравственности по учению Православной Церкви. — М. : Московская патриархия, 1991. — 365 с. — С. 125—130
- О Богородице и Присновдеве Марии // О вере и нравственности по учению Православной Церкви. — М. : Московская патриархия, 1991. — 365 с. — С. 142—145
- О распределении выпускников Духовных Академий // Журнал Московской Патриархии. — 1991. — № 3. — С. 38.
- Православная Церковь на Украине в годы немецкой оккупации (1941—1944) // Ежегодная богословская конференция Православного Свято-Тихоновского богословского института. — М., 1992—1996. — С. 381—397.
- Определения и постановления Поместного Собора Православной Российской Церкви 1917—1918 гг. Перепеч. документов Собора с предисл. прот. В. Цыпина // Богословский вестник. — М., 1993. — Т. 1. — № 1. № 1—2. — С. 102—224.
- Преподобный Сергий и русское монашество // Журнал Московской Патриархии. — 1993. — № 7. — С. 52—56.
- Протопресвитер Александр Хотовицкий (1872—1937) // Журнал Московской Патриархии. — 1994. — № 7—8. — С. 98—104.
- Поместный Собор Русской Православной Церкви 1917—1918 годов (актовая речь) // Журнал Московской Патриархии. — 1994. — № 1. — С. 19—30.
- «Декларация» 1927 года // Журнал Московской Патриархии. — 1994. — № 5. — С. 107—118.
- Православная Церковь в Польше между первой и второй мировой войной // Ежегодная богословская конференция Православного Свято-Тихоновского богословского института. — М., 1997. — №. — С. 144—163.
- Митрополит Филарет и Московские Духовные школы // Журнал Московской Патриархии. — 1997. — № 7. — С. 55—65.
- Проблемы канонического устроения Церкви // Богословские труды. — 1997. — № 33. — С. 207—232.
- Православная церковь и другие конфессии // Православие и экуменизм: Документы и материалы 1902—1997: Сборник. — М. : МФТИ, 1998. — 432 с. — С. 449—458
- Львовский собор 1946 г. и его последствия // Ежегодная богословская конференция Православного Свято-Тихоновского богословского института. — М., 1998. — №. — С. 261—267.
- Примат чести и примат юрисдикции: (Канонический аспект генезиса католицизма) // Ежегодная богословская конференция Православного Свято-Тихоновского богословского института. — М., 1999. — №. — С. 22—25.
- Каноны и церковная жизнь: К вопросу о полномочии Архиерейского собора // Православ. беседа. — 2000. — № 5. — С. 14-18.
- О календарных спорах и церковных канонах // Календарный вопрос: сборник статей / ред.-сост. А. Чхартишвили. — М. : Изд-во Сретенского монастыря, 2000. — 345 с. — С. 96-102
- Алексий II, патриарх Московский и всея Руси: (По страницам «Православной энциклопедии») // Исторический вестник. — 2000. — № 3—4 (7—8). — С. 19—35.
- Взаимодействие Церкви и государства: Канонические принципы и историческая действительность // Исторический вестник. — 2000. — № 5—6 (9—10). — С. 49—63.
- Каноны и церковная жизнь. Об актуальных проблемах правовой жизни Церкви // Церковь и время. — 2000. — № 2 (11). — С. 132—149.
- Правовой статус Церкви и духовенства при Екатерине Второй // Ежегодная богословская конференция Православного Свято-Тихоновского богословского института. — М., 2000. — №. — С. 146—156.
- Взаимоотношения Церкви и государства. Канонические принципы и историческая действительность // Исторический вестник. 2000. — № 5-6 (9-10). — С. 49-63.
- О катакомбах XX века : Беседа в редакции // Альфа и Омега. 2002. — № 1 (31). — С. 105—115.
- О ситуации в церковной жизни 20-30-х годов // Альфа и Омега. 2002. — № 3 (33). — С. 109—119.
- Концепция права в свете христианской антропологии // Церковь и время. — 2002. — № 1 (18). — С. 29-41.
- Актуальные проблемы канонического права: общие вопросы и проблемы межправославных отношений // Альфа и Омега. 2003. — № 3 (37). — С. 132—146.
- Церковь и нравственность: общественная и личная // Церковь и время. — 2003. — № 4 (25). — С. 17-28.
- Симфония Церкви и государства // Православная государственность: 12 писем об Империи: Сборник статей / ред.: А. М. Величко, М. Б. Смолин. — СПб. : Издательство Юридического института, 2003. — 304 с. — С. 10-29.
- Третий Рим: попытка аутентичного изложения учения старца Филофея // Православная государственность: 12 писем об Империи: Сборник статей / ред.: А. М. Величко, М. Б. Смолин. — СПб. : Издательство Юридического института, 2003. — 304 с. — С. 78-93.
- Актуальные проблемы канонического права: Государственно-церковные отношения // Альфа и Омега. 2003. — № 4 (38). — С. 131—148.
- Идея этой канонизации — провокационная // Царь Иван Васильевич: Грозный или святой: Аргументы против канонизации Ивана Грозного и Григория Распутина. — Москва : Издательский Совет Русской Православной Церкви, 2003. — 64 с. — С. 19-23.
  - Идея этой канонизации — провокационная // Искушения наших дней: в защиту церковного единства / Ред.-сост. А. Добросоцких. — М.: Даниловский благовестник, 2003. — С. 211—215.
- Вопрос о епархиальном управлении на Поместном соборе 1917—1918 годов // Церковь и время. 2004. — № 1 (26). — С. 156—167.
- К вопросу о соборности и соборах // Православное учение о церкви: богословская конференция Русской Православной Церкви (Москва, 17-20 ноября 2003 г.): Материалы. — М. : Синодальная богословская комиссия, 2004. — 359 с. — С. 81-89.
- Отзыв на канд. дисс. игум. Герасима (Поповича) на тему: «Расколы в Сербской Православной Церкви (1945—1995 гг.) и их каноническая оценка» // Богословский вестник. 2003. — №. 3. — С. 388—389.
- Отзыв на канд. дисс. иером. Иосифа (Павлинчука) на тему: «Кишиневско-Молдавская епархия в период с 1944 по 1989 год». // Богословский вестник. 2004. — №. 4. — С. 536—539.
- Отзыв на канд. дисс. прот. Александра Степанченко на тему: «Проблемы кодификации законодательства, действующего в Русской Православной Церкви». // Богословский вестник. 2004. — №. 4. — С. 570—574.
- Русская Православная Церковь в Великую Отечественную войну // Журнал Московской Патриархии. — 2005. — № 5. — С. 66—71.
- Высшее управление Римско-католической церкви // Хрестоматия по сравнительному богословию: учебное пособие для III курса Духовной семинарии. — М. : Издательство подворья Свято-Троицкой Сергиевой Лавры, 2005. — 847 с. — С. 753—758.
- Отзыв на канд. дисс. свящ. Германа Григорьева на трему: «Патриарший экзарх Латвии и Эстонии митр. Виленский и Литовский Сергий (Воскресенский)». // Богословский вестник. 2006. — № 5/6. — С. 740—745.
- Внутрицерковные отношения конца 1920-х — начала 1930-х годов // Меневские чтения. — Т. 1 : Церковная жизнь XX века: Протоиерей Александр Мень и его духовные наставники : сборник материалов Первой научной конференции «Меневские чтения» (9-11 сентября 2006 г.). — Сергиев Посад : Приход Сергиевской церкви в Семхозе, 2007. — 188 с. — С. 23-38.
- Канонические основания сакраментологии // Православное учение о Церковных Таинствах: V Международная богословская конференция Русской православной церкви (Москва, 13-16 ноября 2007 г.). — Т. 1 : Таинства в целом. Крещение и Миропомазание. Евхаристия: литургические аспекты. — М. : Синодальная библейско-богословская комиссия, 2009. — 478 с. — С. 152—178.
- Русская Православная Церковь в февральские дни 1917 г. // Материалы церковно-научной конференции «100-летие начала эпохи гонений на Русскую православную церковь» (Храм Христа Спасителя, г. Москва, 16 июня 2017 г.) / Организационный комитет по реализации программы общецерковных мероприятий к 100-летию начала эпохи гонений на Русскую Православную Церковь. — М. : Издательство Московской Патриархии Русской Православной Церкви, 2018. — 160 с. — С. 13-30
- Значение и итоги Совещания 1948 года. О форуме собравшем глав и представителей автокефальных Православных Церквей в Москве // Журнал Московской патриархии. 2018. — № 7 (920). — С. 52-58

- Каноническое право: лекции 1-4. — М. : РОУ, 1991. — 52 с.
- История Русской православной церкви, 1917—1990: Учеб. для православ. духов. семинарий. — М. : Изд. дом «Хроника», 1994. — 251 с. — ISBN 5-88017-001-2
- Церковное право. Курс лекций. — М.: Круглый стол по религиозному образованию в Русской Православной церкви, 1994. — 440 с.
  - Церковное право : Учеб. пособие. — [2-е изд.]. — М. : Круглый стол по религиоз. образованию в Рус. православ. церкви : Изд-во МФТИ, 1996. — 442 с. — ISBN 5-89155-005-9
- Русская церковь (1917—1925): учебное пособие. — М. : Изд. Сретенского монастыря, 1996. — 336 с.
- История Русской Церкви. — Кн. 9 : 1917—1997. — М. : Спасо-Преображенский Валаамский монастырь, 1997. — 831 с.
- Русская церковь (1925—1938): учебное пособие. — М. : Изд. Сретенского монастыря, 1999. — 442 с.
- 10-летие интронизации и 50-летие священства святейшего патриарха Московского и всея Руси Алексия II / текст прот. В. Цыпин. — М. : Софрино, 2000. — 264 с.
- Курс церковного права: Учеб. пособие. — Б. м. : Круглый стол по религиозному образованию в Русской Православной Церкви; г. Клин : Христиан. жизнь, 2002. — 700 с.- ISBN 5-93313-023-0
  - Курс церковного права: учебное пособие. — Клин : Христианская жизнь, 2004. — 703 с.
- История Русской Православной Церкви. Синодальный период и новейший периоды. 1700—2005. — Москва : Сретенский монастырь, 2006. — ISBN 5-7533-0406-0. — 816 c.
  - История Русской Православной Церкви : синодальный и новейший периоды : (1700—2005). — 2-е изд., перераб. — Москва : Сретенский монастырь : Московская духовная академия, 2006. — 815 с. — ISBN 5-7533-0406-0
  - История Русской Православной Церкви. Синодальный и новейший периоды, (1700—2005). — 3-е изд., испр. — Москва : Сретенский монастырь, 2007. — 815 с. — ISBN 978-5-7533-0142-0.
  - История Русской Православной Церкви. Синодальный и новейший периоды, (1700—2005). — 4-е изд., М.: — Изд-во Сретенского монастыря, 2010. — 816 с. — ISBN 978-5-7533-0364-6
  - История Русской Православной Церкви: Синодальный и новейший период (1700—2005). — 5-е изд. — М.: Издательство Сретенского монастыря, 2010. — 816 c.
  - История Русской Православной Церкви. Синодальный и новейший периоды 1700—2005 — М.: Сретенский ставропигиальный мужской монастырь, 2012. — 816 с.
- Курс церковного права. — 2004. — 700 с. — 5000 экз. — ISBN 5-93313-023-0.
- Каноническое право. — Москва : Изд-во Сретенского монастыря, 2009. — 863 с. — ISBN 978-5-7533-0318-9
  - Каноническое право. — 2-е изд. — Москва : Изд-во Сретенского монастыря, 2012. — 863 с. — ISBN 978-5-7533-0655-5
- История Европы: дохристианской и христианской. В 16 томах. Том 1: Истоки европейской цивилизации. 2011. — 368 с. — ISBN 978-5-7533-0581-7
- История Европы: дохристианской и христианской. В 16 томах. Том 2: Античная Греция. — 424 с. — 2011. — ISBN 978-5-7533-0582-4
- История Европы: дохристианской и христианской. В 16 томах. Том 3: Рим в эпоху царей и республики. 2011. — 632 с. — ISBN 978-5-7533-0583-1
- История Европы: дохристианской и христианской. В 16 томах. Том 4: История Рима эпохи принципата. 2011. — 640 с. — ISBN 978-5-7533-0584-8
- История Европы: дохристианской и христианской. В 16 томах. Том 5: История Рима эпохи принципата. 2011. — 368 с. — ISBN 978-5-7533-0585-5
- стория Европы: дохристианской и христианской. В 16 томах. Том 6: Римская империя и переселение народов. 2013. — 896 с. ISBN 978-5-7533-0743-9
- История Европы: дохристианской и христианской: В 16 т. / Т. 7. Новый Рим — центр вселенной. 2016. — 776 с. — ISBN 978-5-7533-1276-1
- Эпоха гонений. Очерки из истории Древней Церкви. — Москва : Изд-во Сретенского монастыря, 2016. — 302 с. — ISBN 978-5-7533-1268-6
- Дохристианская Европа. — Москва : Сретенская духовная семинария : Изд-во Сретенского монастыря, 2017. — 1039 с. — ISBN 978-5-7533-1389-8
- Христианские корни европейской цивилизации и Россия : статьи разных лет; Фонд изучения исторической перспективы. — Москва : Изд-во Сретенского монастыря, 2019. — 575 с. — ISBN 978-5-7533-1389-8

- Автокефалия // Православная энциклопедия. — М., 2000. — Т. I : А — Алексий Студит. — С. 199-202. — 752 с. — 40 000 экз. — ISBN 5-89572-006-4.
- Автономная церковь // Православная энциклопедия. — М., 2000. — Т. I : А — Алексий Студит. — С. 203—204. — 752 с. — 40 000 экз. — ISBN 5-89572-006-4.
- Агапит (Вишневский) // Православная энциклопедия. — М., 2000. — Т. I : А — Алексий Студит. — С. 227. — 752 с. — 40 000 экз. — ISBN 5-89572-006-4.
- Административное устройство Вселенской православной церкви // Православная энциклопедия. — М., 2000. — Т. I : А — Алексий Студит. — С. 303-307. — 752 с. — 40 000 экз. — ISBN 5-89572-006-4.
- Александр Александрович Хотовицкий // Православная энциклопедия. — М., 2000. — Т. I : А — Алексий Студит. — С. 484-485. — 752 с. — 40 000 экз. — ISBN 5-89572-006-4.
- Алексий (Кутепов) // Православная энциклопедия. — М., 2000. — Т. I : А — Алексий Студит. — С. 668-669. — 752 с. — 40 000 экз. — ISBN 5-89572-006-4.
- Алфавитная синтагма // Православная энциклопедия. — М., 2001. — Т. II : Алексий, человек Божий — Анфим Анхиальский. — С. 63-64. — 752 с. — 40 000 экз. — ISBN 5-89572-007-2.
- Амвросий (Юшкевич) // Православная энциклопедия. — М., 2001. — Т. II : Алексий, человек Божий — Анфим Анхиальский. — С. 154-155. — 752 с. — 40 000 экз. — ISBN 5-89572-007-2.
- Андлау Петрус // Православная энциклопедия. — М., 2001. — Т. II : Алексий, человек Божий — Анфим Анхиальский. — С. 340. — 752 с. — 40 000 экз. — ISBN 5-89572-007-2.
- Анастасий (Грибановский) // Православная энциклопедия. — М., 2001. — Т. II : Алексий, человек Божий — Анфим Анхиальский. — С. 237-239. — 752 с. — 40 000 экз. — ISBN 5-89572-007-2.
- Анна Иоанновна // Православная энциклопедия. — М., 2001. — Т. II : Алексий, человек Божий — Анфим Анхиальский. — С. 458-461. — 752 с. — 40 000 экз. — ISBN 5-89572-007-2. (в соавторстве с С. В. Ефимовым)
- Антоний (Вадковский) // Православная энциклопедия. — М., 2001. — Т. II : Алексий, человек Божий — Анфим Анхиальский. — С. 621-623. — 752 с. — 40 000 экз. — ISBN 5-89572-007-2.
- Антонин // Православная энциклопедия. — М., 2001. — Т. II : Алексий, человек Божий — Анфим Анхиальский. — С. 682—684. — 752 с. — 40 000 экз. — ISBN 5-89572-007-2. (в соавторстве с игуменом Иннокентием (Павловым))
- Апостасия // Православная энциклопедия. — М., 2001. — Т. III : Анфимий — Афанасий. — С. 94-95. — 752 с. — 40 000 экз. — ISBN 5-89572-008-0. (в соавторстве с К. А. Максимовичем)
- Арменопул // Православная энциклопедия. — М., 2001. — Т. III : Анфимий — Афанасий. — С. 322-323. — 752 с. — 40 000 экз. — ISBN 5-89572-008-0.
- Архиерейский собор // Православная энциклопедия. — М., 2001. — Т. III : Анфимий — Афанасий. — С. 537-541. — 752 с. — 40 000 экз. — ISBN 5-89572-008-0.
- Архиерейский собор Русской православной церкви 1943 г. // Православная энциклопедия. — М., 2001. — Т. III : Анфимий — Афанасий. — С. 541-543. — 752 с. — 40 000 экз. — ISBN 5-89572-008-0.
- Архиерейский собор Русской православной церкви 21-23 ноября 1944 г. // Православная энциклопедия. — М., 2001. — Т. III : Анфимий — Афанасий. — С. 543-544. — 752 с. — 40 000 экз. — ISBN 5-89572-008-0.
- Архиерейский собор Русской православной церкви 18 июля 1961 г. // Православная энциклопедия. — М., 2001. — Т. III : Анфимий — Афанасий. — С. 544-546. — 752 с. — 40 000 экз. — ISBN 5-89572-008-0.
- Архиерейский собор Русской православной церкви 9-11 октября 1989 г. // Православная энциклопедия. — М., 2001. — Т. III : Анфимий — Афанасий. — С. 546-548. — 752 с. — 40 000 экз. — ISBN 5-89572-008-0. (в соавторстве с В. И. Петрушко)
- Архиерейский собор Русской православной церкви 30-31 января 1990 г. // Православная энциклопедия. — М., 2001. — Т. III : Анфимий — Афанасий. — С. 548-549. — 752 с. — 40 000 экз. — ISBN 5-89572-008-0. (в соавторстве с В. И. Петрушко)
- Архиерейский собор Русской православной церкви 6 июня 1990 г. // Православная энциклопедия. — М., 2001. — Т. III : Анфимий — Афанасий. — С. 549-550. — 752 с. — 40 000 экз. — ISBN 5-89572-008-0.
- Архиерейский собор Русской православной церкви 25-27 октября 1990 г. // Православная энциклопедия. — М., 2001. — Т. III : Анфимий — Афанасий. — С. 550-551. — 752 с. — 40 000 экз. — ISBN 5-89572-008-0. (в соавторстве с В. И. Петрушко)
- Архиерейский собор Русской православной церкви 31 марта — 5 апреля 1992 г. // Православная энциклопедия. — М., 2001. — Т. III : Анфимий — Афанасий. — С. 552—555. — 752 с. — 40 000 экз. — ISBN 5-89572-008-0. (в соавторстве с В. И. Петрушко)
- АРХИЕРЕЙСКОЕ ПРЕДСОБОРНОЕ СОВЕЩАНИЕ РУССКОЙ ПРАВОСЛАВНОЙ ЦЕРКВИ 28 мая 1971 г. // Православная энциклопедия. — М., 2001. — Т. III : Анфимий — Афанасий. — С. 575-576. — 752 с. — 40 000 экз. — ISBN 5-89572-008-0.
- Архимандрит // Православная энциклопедия. — М., 2001. — Т. III : Анфимий — Афанасий. — С. 577-578. — 752 с. — 40 000 экз. — ISBN 5-89572-008-0. (часть статьи)
- Благочиннический округ // Православная энциклопедия. — М., 2002. — Т. V : Бессонов — Бонвеч. — С. 338-339. — 752 с. — 39 000 экз. — ISBN 5-89572-010-2.
- Благочинническое собрание // Православная энциклопедия. — М., 2002. — Т. V : Бессонов — Бонвеч. — С. 340-341. — 752 с. — 39 000 экз. — ISBN 5-89572-010-2.
- Благочинный // Православная энциклопедия. — М., 2002. — Т. V : Бессонов — Бонвеч. — С. 341-343. — 752 с. — 39 000 экз. — ISBN 5-89572-010-2.
- Борис (Рукин) // Православная энциклопедия. — М., 2003. — Т. VI : Бондаренко — Варфоломей Эдесский[англ.]. — С. 38-40. — 752 с. — 39 000 экз. — ISBN 5-89572-010-2.
- Брак // Православная энциклопедия. — М., 2003. — Т. VI : Бондаренко — Варфоломей Эдесский[англ.]. — С. 146—181. — 752 с. — 39 000 экз. — ISBN 5-89572-010-2. (в соавторстве с М. С. Желтовым, Е. А. Агеевой, Г. Л. Орехановым)
- Вероисповедание // Православная энциклопедия. — М., 2004. — Т. VII : Варшавская епархия — Веротерпимость. — С. 270. — 752 с. — 39 000 экз. — ISBN 5-89572-010-2.
- Вдовицы церковные // Православная энциклопедия. — М., 2004. — Т. VII : Варшавская епархия — Веротерпимость. — С. 354—355. — 752 с. — 39 000 экз. — ISBN 5-89572-010-2. (в соавторстве с А. В. Пономарёвым)
- Вдовство // Православная энциклопедия. — М., 2004. — Т. VII : Варшавская епархия — Веротерпимость. — С. 355-358. — 752 с. — 39 000 экз. — ISBN 5-89572-010-2.
- Вдовствующая кафедра // Православная энциклопедия. — М., 2004. — Т. VII : Варшавская епархия — Веротерпимость. — С. 358-360. — 752 с. — 39 000 экз. — ISBN 5-89572-010-2.
- Ведомство православного исповедания // Православная энциклопедия. — М., 2004. — Т. VII : Варшавская епархия — Веротерпимость. — С. 369. — 752 с. — 39 000 экз. — ISBN 5-89572-010-2.
- Великий господин // Православная энциклопедия. — М., 2004. — Т. VII : Варшавская епархия — Веротерпимость. — С. 452. — 752 с. — 39 000 экз. — ISBN 5-89572-010-2.
- Веротерпимость // Православная энциклопедия. — М., 2004. — Т. VII : Варшавская епархия — Веротерпимость. — С. 728-734. — 752 с. — 39 000 экз. — ISBN 5-89572-010-2.
- Ветхозаветное право // Православная энциклопедия. — М., 2004. — Т. VIII : Вероучение — Владимиро-Волынская епархия. — С. 66-73. — 752 с. — 39 000 экз. — ISBN 5-89572-014-5.
- Визитация // Православная энциклопедия. — М., 2004. — Т. VIII : Вероучение — Владимиро-Волынская епархия. — С. 401-403. — 752 с. — 39 000 экз. — ISBN 5-89572-014-5.
- Викарий // Православная энциклопедия. — М., 2004. — Т. VIII : Вероучение — Владимиро-Волынская епархия. — С. 404-409. — 752 с. — 39 000 экз. — ISBN 5-89572-014-5. (в соавторстве с А. В. Бусыгиным)
- Власть // Православная энциклопедия. — М., 2005. — Т. IX : Владимирская икона Божией Матери — Второе пришествие. — С. 109-116. — 752 с. — 39 000 экз. — ISBN 5-89572-015-3.
- Владыка // Православная энциклопедия. — М., 2005. — Т. IX : Владимирская икона Божией Матери — Второе пришествие. — С. 101. — 752 с. — 39 000 экз. — ISBN 5-89572-015-3.
- Восприемники // Православная энциклопедия. — М., 2005. — Т. IX : Владимирская икона Божией Матери — Второе пришествие. — С. 468-469. — 752 с. — 39 000 экз. — ISBN 5-89572-015-3.
- Временный Священный Синод // Православная энциклопедия. — М., 2005. — Т. IX : Владимирская икона Божией Матери — Второе пришествие. — С. 516-517. — 752 с. — 39 000 экз. — ISBN 5-89572-015-3.
- Вселенский собор // Православная энциклопедия. — М., 2005. — Т. IX : Владимирская икона Божией Матери — Второе пришествие. — С. 566-571. — 752 с. — 39 000 экз. — ISBN 5-89572-015-3.
- Вселенский I собор // Православная энциклопедия. — М., 2005. — Т. IX : Владимирская икона Божией Матери — Второе пришествие. — С. 571-580. — 752 с. — 39 000 экз. — ISBN 5-89572-015-3.
- Вселенский II собор // Православная энциклопедия. — М., 2005. — Т. IX : Владимирская икона Божией Матери — Второе пришествие. — С. 580-588. — 752 с. — 39 000 экз. — ISBN 5-89572-015-3.
- Вселенский III собор // Православная энциклопедия. — М., 2005. — Т. IX : Владимирская икона Божией Матери — Второе пришествие. — С. 588-597. — 752 с. — 39 000 экз. — ISBN 5-89572-015-3.
- Вселенский IV собор // Православная энциклопедия. — М., 2005. — Т. IX : Владимирская икона Божией Матери — Второе пришествие. — С. 597-616. — 752 с. — 39 000 экз. — ISBN 5-89572-015-3.
- Вселенский VII собор // Православная энциклопедия. — М., 2005. — Т. IX : Владимирская икона Божией Матери — Второе пришествие. — С. 645-660. — 752 с. — 39 000 экз. — ISBN 5-89572-015-3.
- Выговор // Православная энциклопедия. — М., 2005. — Т. X : Второзаконие — Георгий. — С. 55. — 752 с. — 39 000 экз. — ISBN 5-89572-016-1.
- Вызов на церковный суд // Православная энциклопедия. — М., 2005. — Т. X : Второзаконие — Георгий. — С. 67. — 752 с. — 39 000 экз. — ISBN 5-89572-016-1.
- Высокопреподобие // Православная энциклопедия. — М., 2005. — Т. X : Второзаконие — Георгий. — С. 76. — 752 с. — 39 000 экз. — ISBN 5-89572-016-1.
- Высшая церковная власть // Православная энциклопедия. — М., 2005. — Т. X : Второзаконие — Георгий. — С. 82-84. — 752 с. — 39 000 экз. — ISBN 5-89572-016-1.
- Высшее управление поместной церкви // Православная энциклопедия. — М., 2005. — Т. X : Второзаконие — Георгий. — С. 85-104. — 752 с. — 39 000 экз. — ISBN 5-89572-016-1.
- Высший церковный совет // Православная энциклопедия. — М., 2005. — Т. X : Второзаконие — Георгий. — С. 109-111. — 752 с. — 39 000 экз. — ISBN 5-89572-016-1.
- Анафема : [арх. 21 октября 2022] // А — Анкетирование. — М. : Большая российская энциклопедия, 2005. — С. 676. — (Большая российская энциклопедия : [в 35 т.] / гл. ред. Ю. С. Осипов ; 2004—2017, т. 1). — ISBN 5-85270-329-X.
- Гидулянов Павел Васильевич // Православная энциклопедия. — М., 2006. — Т. XI : Георгий — Гомар. — С. 459-461. — 752 с. — 39 000 экз. — ISBN 5-89572-017-X. (в соавторстве с А. Н. Казакевичем)
- Глава Церкви // Православная энциклопедия. — М., 2006. — Т. XI : Георгий — Гомар. — С. 531-532. — 752 с. — 39 000 экз. — ISBN 5-89572-017-X.
- Господствующая церковь // Православная энциклопедия. — М., 2006. — Т. XII : Гомельская и Жлобинская епархия — Григорий Пакуриан. — С. 179. — 752 с. — 39 000 экз. — ISBN 5-89572-017-X.
- Государственная дума // Православная энциклопедия. — М., 2006. — Т. XII : Гомельская и Жлобинская епархия — Григорий Пакуриан. — С. 191-197. — 752 с. — 39 000 экз. — ISBN 5-89572-017-X.
- Государственная церковь // Православная энциклопедия. — М., 2006. — Т. XII : Гомельская и Жлобинская епархия — Григорий Пакуриан. — С. 197—202. — 752 с. — 39 000 экз. — ISBN 5-89572-017-X.
- Государство // Православная энциклопедия. — М., 2006. — Т. XII : Гомельская и Жлобинская епархия — Григорий Пакуриан. — С. 202-211. — 752 с. — 39 000 экз. — ISBN 5-89572-017-X.
- Грамоты // Православная энциклопедия. — М., 2006. — Т. XII : Гомельская и Жлобинская епархия — Григорий Пакуриан. — С. 263-264. — 752 с. — 39 000 экз. — ISBN 5-89572-017-X.
- Гробокопательство // Православная энциклопедия. — М., 2006. — Т. XIII : Григорий Палама — Даниель-Ропс. — С. 150-151. — 752 с. — 39 000 экз. — ISBN 5-89572-022-6.
- Грузино-Имеретинская синодальная контора // Православная энциклопедия. — М., 2006. — Т. XIII : Григорий Палама — Даниель-Ропс. — С. 188. — 752 с. — 39 000 экз. — ISBN 5-89572-022-6.
- Давность // Православная энциклопедия. — М., 2006. — Т. XIII : Григорий Палама — Даниель-Ропс. — С. 611-612. — 752 с. — 39 000 экз. — ISBN 5-89572-022-6.
- Двоежёнцы // Православная энциклопедия. — М., 2007. — Т. XIV : Даниил — Димитрий. — С. 244-245. — 752 с. — 39 000 экз. — ISBN 978-5-89572-024-0.
- «Декларация» 1927 г. // Православная энциклопедия. — М., 2007. — Т. XIV : Даниил — Димитрий. — С. 328-334. — 752 с. — 39 000 экз. — ISBN 978-5-89572-024-0.
- Десятина // Православная энциклопедия. — М., 2007. — Т. XIV : Даниил — Димитрий. — С. 450-452. — 752 с. — 39 000 экз. — ISBN 978-5-89572-024-0. (часть статьи)
- Дети незаконнорожденные // Православная энциклопедия. — М., 2007. — Т. XIV : Даниил — Димитрий. — С. 475-477. — 752 с. — 39 000 экз. — ISBN 978-5-89572-024-0.
- Диаспора // Православная энциклопедия. — М., 2007. — Т. XIV : Даниил — Димитрий. — С. 625-628. — 752 с. — 39 000 экз. — ISBN 978-5-89572-024-0.
- Диптих // Православная энциклопедия. — М., 2007. — Т. XV : Димитрий — Дополнения к „Актам Историческим“. — С. 390—394. — 752 с. — 39 000 экз. — ISBN 978-5-89572-026-4. (в соавторстве с М. Н. Бутырским, А. А. Ткаченко)
- Домовая церковь // Православная энциклопедия. — М., 2007. — Т. XV : Димитрий — Дополнения к „Актам Историческим“. — С. 640-641. — 752 с. — 39 000 экз. — ISBN 978-5-89572-026-4.
- Духовная консистория // Православная энциклопедия. — М., 2007. — Т. XVI : Дор — Евангелическая церковь союза. — С. 392-394. — 752 с. — 39 000 экз. — ISBN 978-5-89572-028-8.
- Духовное родство // Православная энциклопедия. — М., 2007. — Т. XVI : Дор — Евангелическая церковь союза. — С. 420-421. — 752 с. — 39 000 экз. — ISBN 978-5-89572-028-8.
- Духовно-учебное управление // Православная энциклопедия. — М., 2007. — Т. XVI : Дор — Евангелическая церковь союза. — С. 421-422. — 752 с. — 39 000 экз. — ISBN 978-5-89572-028-8.
- Духовенство // Православная энциклопедия. — М., 2007. — Т. XVI : Дор — Евангелическая церковь союза. — С. 374-390. — 752 с. — 39 000 экз. — ISBN 978-5-89572-028-8.
- Духовные правления // Православная энциклопедия. — М., 2007. — Т. XVI : Дор — Евангелическая церковь союза. — С. 423-424. — 752 с. — 39 000 экз. — ISBN 978-5-89572-028-8.
- Единоначалие // Православная энциклопедия. — М., 2008. — Т. XVIII : Египет древний — Эфес. — С. 50-51. — 752 с. — 39 000 экз. — ISBN 978-5-89572-032-5.
- Епархиальное собрание // Православная энциклопедия. — М., 2008. — Т. XVIII : Египет древний — Эфес. — С. 486-487. — 752 с. — 39 000 экз. — ISBN 978-5-89572-032-5.
- Епархиальный совет // Православная энциклопедия. — М., 2008. — Т. XVIII : Египет древний — Эфес. — С. 497-499. — 752 с. — 39 000 экз. — ISBN 978-5-89572-032-5.
- Епархия // Православная энциклопедия. — М., 2008. — Т. XVIII : Египет древний — Эфес. — С. 499-502. — 752 с. — 39 000 экз. — ISBN 978-5-89572-032-5.
- Епитимия // Православная энциклопедия. — М., 2008. — Т. XVIII : Египет древний — Эфес. — С. 533—535. — 752 с. — 39 000 экз. — ISBN 978-5-89572-032-5.
- Епархиальное управление // Православная энциклопедия. — М., 2008. — Т. XVIII : Египет древний — Эфес. — С. 487-493. — 752 с. — 39 000 экз. — ISBN 978-5-89572-032-5.
- Епископальная система // Православная энциклопедия. — М., 2008. — Т. XVIII : Египет древний — Эфес. — С. 524-526. — 752 с. — 39 000 экз. — ISBN 978-5-89572-032-5.
- Ересь // Православная энциклопедия. — М., 2008. — Т. XVIII : Египет древний — Эфес. — С. 598-607. — 752 с. — 39 000 экз. — ISBN 978-5-89572-032-5.
- Запрещение богослужения // Православная энциклопедия. — М., 2008. — Т. XIX : Ефесянам послание — Зверев. — С. 635-636. — 752 с. — 39 000 экз. — ISBN 978-5-89572-034-9.
- Канонизация : [арх. 21 октября 2022] // Исландия — Канцеляризмы. — М. : Большая российская энциклопедия, 2008. — (Большая российская энциклопедия : [в 35 т.] / гл. ред. Ю. С. Осипов ; 2004—2017, т. 12). — ISBN 978-5-85270-343-9. (в соавторстве с А. Г. Бондачем)
- Иерархия // Православная энциклопедия. — М., 2009. — Т. XXI : Иверская икона Божией матери — Икиматарий. — С. 247-250. — 752 с. — 39 000 экз. — ISBN 978-5-89572-038-7.
- Иерей // Православная энциклопедия. — М., 2009. — Т. XXI : Иверская икона Божией матери — Икиматарий. — С. 252. — 752 с. — 39 000 экз. — ISBN 978-5-89572-038-7.
- Извержение из сана // Православная энциклопедия. — М., 2009. — Т. XXI : Иверская икона Божией матери — Икиматарий. — С. 542-545. — 752 с. — 39 000 экз. — ISBN 978-5-89572-038-7.
- Имущество церковное // Православная энциклопедия. — М., 2009. — Т. XXII : Икона — Иннокентий. — С. 420-430. — 752 с. — 39 000 экз. — ISBN 978-5-89572-040-0.
- Иноверцы // Православная энциклопедия. — М., 2010. — Т. XXIII : Иннокентий — Иоанн Влах. — С. 83-85. — 752 с. — 39 000 экз. — ISBN 978-5-89572-042-4.
- Инославные // Православная энциклопедия. — М., 2010. — Т. XXIII : Иннокентий — Иоанн Влах. — С. 86-87. — 752 с. — 39 000 экз. — ISBN 978-5-89572-042-4.
- Иоанну Периклес Пьер // Православная энциклопедия. — М., 2011. — Т. XXV : Иоанна деяния — Иосиф Шумлянский. — С. 144-145. — 752 с. — 39 000 экз. — ISBN 978-5-89572-046-2.
- Иозефинизм // Православная энциклопедия. — М., 2011. — Т. XXV : Иоанна деяния — Иосиф Шумлянский. — С. 353-356. — 752 с. — 39 000 экз. — ISBN 978-5-89572-046-2.
- Канонический возраст // Православная энциклопедия. — М., 2012. — Т. XXX : Каменец-Подольская епархия — Каракал. — С. 366-367. — 752 с. — 39 000 экз. — ISBN 978-5-89572-031-8.
- Каноническое право // Православная энциклопедия. — М., 2012. — Т. XXX : Каменец-Подольская епархия — Каракал. — С. 367-421. — 752 с. — 39 000 экз. — ISBN 978-5-89572-031-8. (раздел «Каноническое право Православной Церкви»)
- Казуистика // Православная энциклопедия. — М., 2012. — Т. XXIX : К — Каменац. — С. 370-371. — 752 с. — 39 000 экз. — ISBN 978-5-89572-025-7.
- Канцелярия Святейшего Синода // Православная энциклопедия. — М., 2012. — Т. XXX : Каменец-Подольская епархия — Каракал. — С. 517-519. — 752 с. — 39 000 экз. — ISBN 978-5-89572-031-8.
- Кающиеся // Православная энциклопедия. — М., 2013. — Т. XXXII : Катехизис — Киево-Печерская икона „Успение Пресвятой Богородицы“. — С. 217-218. — 752 с. — 33 000 экз. — ISBN 978-5-89572-035-6.
- Мощи : [арх. 21 февраля 2023] // Монголы — Наноматериалы. — М. : Большая российская энциклопедия, 2013. — (Большая российская энциклопедия : [в 35 т.] / гл. ред. Ю. С. Осипов ; 2004—2017, т. 21). — ISBN 978-5-85270-355-2.
- Клир // Православная энциклопедия. — М., 2014. — Т. XXXV : Кириопасха — Клосс. — С. 694-695. — 752 с. — 33 000 экз. — ISBN 978-5-89572-041-7.
- Книга правил // Православная энциклопедия. — М., 2014. — Т. XXXVI : Клотильда — Константин. — С. 116-117. — 752 с. — 29 000 экз. — ISBN 978-5-89572-041-7.
- Конфессия // Православная энциклопедия. — М., 2015. — Т. XXXVII : Константин — Корин. — С. 471. — 752 с. — 33 000 экз. — ISBN 978-5-89572-045-5.
- Ктитор // Православная энциклопедия. — М., 2015. — Т. XXXIX : Крисп — Лангадасская, Литийская и Рентинская митрополия. — С. 230-231. — 752 с. — 33 000 экз. — ISBN 978-5-89572-033-2.
- Лаодикийский собор // Православная энциклопедия. — М., 2015. — Т. XL : Лангтон — Ливан. — С. 43-44. — 752 с. — 33 000 экз. — ISBN 978-5-89572-033-2.
- Миряне // Православная энциклопедия. — М., 2017. — Т. XLV : Мерри Дель Валь — Михаил Парехели. — С. 394-396. — 752 с. — 39 000 экз. — ISBN 978-5-89572-052-3.
- Митрополит // Православная энциклопедия. — М., 2017. — Т. XLV : Мерри Дель Валь — Михаил Парехели. — С. 427-428. — 752 с. — 39 000 экз. — ISBN 978-5-89572-052-3.
- Митрополичий округ // Православная энциклопедия. — М., 2017. — Т. XLV : Мерри Дель Валь — Михаил Парехели. — С. 428-430. — 752 с. — 39 000 экз. — ISBN 978-5-89572-052-3.
- Митрополия // Православная энциклопедия. — М., 2017. — Т. XLV : Мерри Дель Валь — Михаил Парехели. — С. 441-442. — 752 с. — 39 000 экз. — ISBN 978-5-89572-052-3.
- Монархия // Православная энциклопедия. — М., 2017. — Т. XLVI : Михаил Пселл — Мопсуестия. — С. 532-537. — 752 с. — 36 000 экз. — ISBN 978-5-89572-053-0.